# Parallel Me
Parallel Me ist eine deutsche Fernsehserie, die im Auftrag von Paramount+ von Gaumont Deutschland produziert wurde. Die Serie wurde im April 2025 auf der Streaming-Plattform Paramount+ veröffentlicht und umfasst acht Folgen.

## Handlung
Die erfolgreiche Change-Managerin Toni erlebt einen dramatischen Tiefpunkt in ihrem Leben: Nach einer peinlichen Fehlleistung bei einer Präsentation in Dubai und einem unangebrachten Kommentar verliert sie ihren Job. Zurück in Berlin muss sie feststellen, dass ihr Ex-Freund Vater geworden ist, ihre beste Freundin Bea auswandert und ihr ehemaliges Kinderzimmer von den Eltern in eine Sauna umgewandelt wurde. An einem besonders missglückten Silvesterabend begegnet ihr die mysteriöse „Viertelgöttin“ Ariadne, die ihr einen magischen Schal überreicht. Mit dessen Hilfe kann Toni in alternative Versionen ihres eigenen Lebens reisen. Obwohl sie zunächst skeptisch ist, folgt sie Ariadnes Anweisungen und begibt sich auf eine turbulente Reise: Sie betreibt eine Segelschule auf Bali, wird zum Popstar in Bangkok, arbeitet als Anwältin oder findet sich in chaotischen Beziehungen wieder – inklusive Drogendeals und einer ungeplanten Schwangerschaft. Während der Schal zunehmend aufgeribbelt wird, stellt sich für Toni die entscheidende Frage, ob sie das perfekte Leben rechtzeitig finden wird.

## Besetzung
| Rolle        | Schauspieler                 |
| ------------ | ---------------------------- |
| Toni Falk    | Malaya Stern Takeda          |
| Jonas Dunkel | David Kross                  |
| Bea Laverde  | Larissa Sirah Herden         |
| Selma Falk   | Caroline Peters              |
| Thomas Falk  | Ulrich Noethen               |
| Ariadne      | Maria Schrader               |
| Leon Falk    | Theo Trebs                   |
| Kai Wagemund | Golo Euler                   |
| Walther      | Wilson Gonzalez Ochsenknecht |
| Niki         | Larissa Marolt               |
| Andi         | Tommy Pedroni                |

## Episodenliste
| Nr. (ges.) | Nr. (St.) | Originaltitel     | Erstveröffentlichung (D) | Regie                       | Länge   |
| ---------- | --------- | ----------------- | ------------------------ | --------------------------- | ------- |
| 1          | 1         | Surf & Sail       | 28. Apr. 2025            | Felix Binder                | 45 Min. |
| 2          | 2         | Keiner wie wir    | 28. Apr. 2025            | Vanessa Jopp                | 48 Min. |
| 3          | 3         | Mama's Liebling   | 28. Apr. 2025            | Felix Binder                | 41 Min. |
| 4          | 4         | True Love Forever | 28. Apr. 2025            | Felix Binder                | 42 Min. |
| 5          | 5         | Alpaka Love       | 28. Apr. 2025            | Sebastian Sorger            | 43 Min. |
| 6          | 6         | En Casa           | 28. Apr. 2025            | Vanessa Jopp                | 46 Min. |
| 7          | 7         | Hartboden & Co    | 28. Apr. 2025            | Felix Binder & Vanessa Jopp | 43 Min. |
| 8          | 8         | Expand your home  | 28. Apr. 2025            | Felix Binder                | 43 Min. |

## Produktion
Die Serie wurde bereits im März 2022 im Rahmen einer Partnerschaft zwischen Paramount+ und Gaumont unter dem Titel „Anywhere“ angekündigt. Am 15. Januar 2025 kündigte Paramount+ den Start für die Serie an, mit bereits dem offiziellen Serientitel „Parallel Me.“
Paramount+ veröffentlichte den offiziellen Trailer am 18. März 2025 und veröffentlichte die Serie am 26. April 2025. Zeitgleich mit der Veröffentlichung auf dem Streaming-Dienst, konnte man die ersten beiden Folgen der Serie bis zum 9. Mai 2025 auch kostenlos auf YouTube schauen.